# Maestà cattolica
L'appellativo di sua maestà cattolica (in spagnolo: su majestad católica) è un trattamento che il papa ha tradizionalmente conferito ai re di Spagna. Tale appellativo onorifico spesso precede il titolo di re di Spagna ("sua maestà cattolica il re di Spagna"). Il primo utilizzo di tale appellativo, nell'originale latino Rex Catholicissimus, compare nella bolla papale Inter Caetera di Papa Alessandro VI, emessa nel 1493.
I primi a potersi fregiare del titolo furono Ferdinando II d'Aragona e Isabella I di Castiglia. Da allora i sovrani di Spagna (da allora chiamati los reyes católicos) utilizzano il titolo di "maestà cattolica". 
Il trattamento, se non viene ritirato dal pontefice, diventa ereditario.
Uno dei diritti che possiede una "regina cattolica" è il privilegio del bianco, ovvero la facoltà di indossare l'abito bianco, anziché quello nero protocollare, durante le udienze con il papa. 
Il re Juan Carlos non rinunciò all'antico titolo, anche se lo usava raramente. Non è ancora noto se l'attuale sovrano, Filippo VI, lo userà o meno.